# Jaulgonne
Jaulgonne est une commune française située dans le département de l'Aisne, en région Hauts-de-France.
Village du canton de Condé en Brie, dans le sud du département de l'Aisne, en région Hauts-de-France, dans la zone d'appellation contrôlée de production de vin de « Champagne ».

## Géographie

### Localisation
Située au débouché d'un vallon encaissé, la commune souligne un méandre de la Marne.

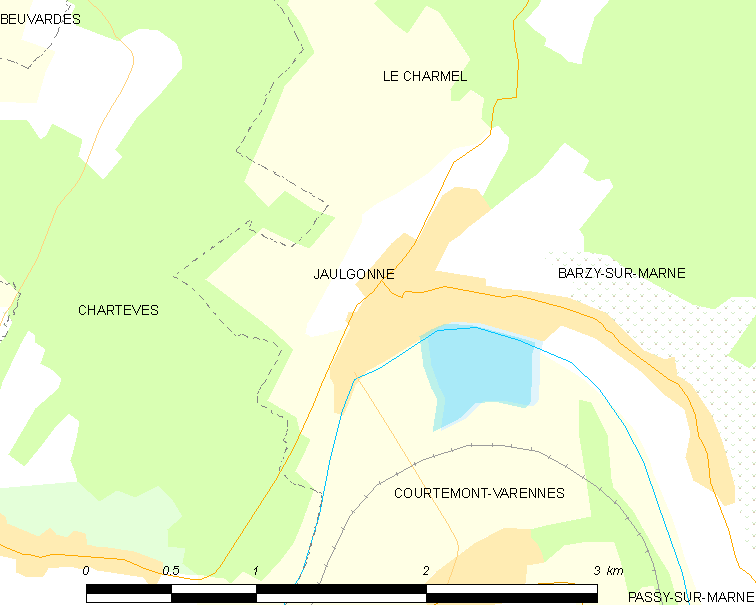
Situation de Jaulgonne.

### Hydrographie
La commune est située dans le bassin Seine-Normandie. Elle est drainée par la Marne et le ru de la Belle Aulne,,.
La Marne  prend sa source sur le plateau de Langres, dans la commune de Saints-Geosmes (Haute-Marne) et se jette dans la Seine entre Charenton-le-Pont et Alfortville (Val-de-Marne) dans le quartier de Conflans-l'Archevêque.

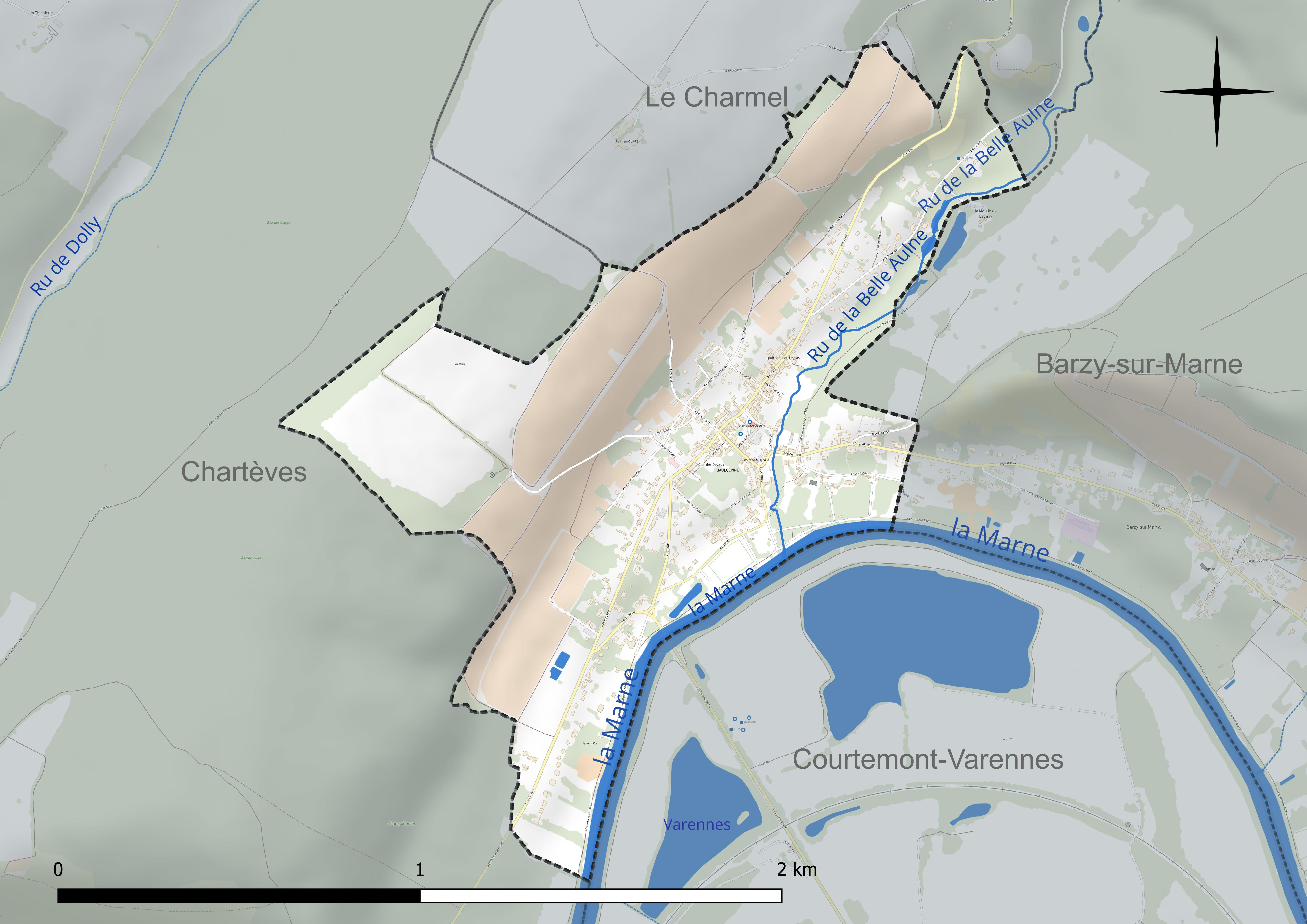
Réseau hydrographique de Jaulgonne.

### Climat
Pour des articles plus généraux, voir Climat des Hauts-de-France et Climat de l'Aisne.
En 2010, le climat de la commune est de type climat océanique dégradé des plaines du Centre et du Nord, selon une étude du CNRS s'appuyant sur une série de données couvrant la période 1971-2000. En 2020, Météo-France publie une typologie des climats de la France métropolitaine dans laquelle la commune est exposée à un climat océanique altéré et est dans la région climatique Nord-est du bassin Parisien, caractérisée par un ensoleillement médiocre, une pluviométrie moyenne régulièrement répartie au cours de l'année et un hiver froid (3 °C).
Pour la période 1971-2000, la température annuelle moyenne est de 10,6 °C, avec une amplitude thermique annuelle de 15,1 °C. Le cumul annuel moyen de précipitations est de 731 mm, avec 11,6 jours de précipitations en janvier et 8,1 jours en juillet. Pour la période 1991-2020, la température moyenne annuelle observée sur la station météorologique la plus proche, située sur la commune de Blesmes à 8 km à vol d'oiseau, est de 10,6 °C et le cumul annuel moyen de précipitations est de 713,0 mm,. Pour l'avenir, les paramètres climatiques de la commune estimés pour 2050 selon différents scénarios d'émission de gaz à effet de serre sont consultables sur un site dédié publié par Météo-France en novembre 2022.

## Urbanisme

### Typologie
Au 1er janvier 2024, Jaulgonne est catégorisée commune rurale à habitat dispersé, selon la nouvelle grille communale de densité à 7 niveaux définie par l'Insee en 2022.
Elle est située hors unité urbaine. Par ailleurs la commune fait partie de l'aire d'attraction de Château-Thierry, dont elle est une commune de la couronne,. Cette aire, qui regroupe 52 communes, est catégorisée dans les aires de moins de 50 000 habitants,.

### Occupation des sols
L'occupation des sols de la commune, telle qu'elle ressort de la base de données européenne d'occupation biophysique des sols Corine Land Cover (CLC), est marquée par l'importance des territoires agricoles (61,6 % en 2018), une proportion identique à celle de 1990 (61,6 %). La répartition détaillée en 2018 est la suivante : terres arables (41,5 %), zones urbanisées (28,7 %), zones agricoles hétérogènes (19,2 %), forêts (9,5 %), prairies (0,9 %), eaux continentales (0,2 %).
L'évolution de l'occupation des sols de la commune et de ses infrastructures peut être observée sur les différentes représentations cartographiques du territoire : la carte de Cassini (XVIIIe siècle), la carte d'état-major (1820-1866) et les cartes ou photos aériennes de l'IGN pour la période actuelle (1950 à aujourd'hui).

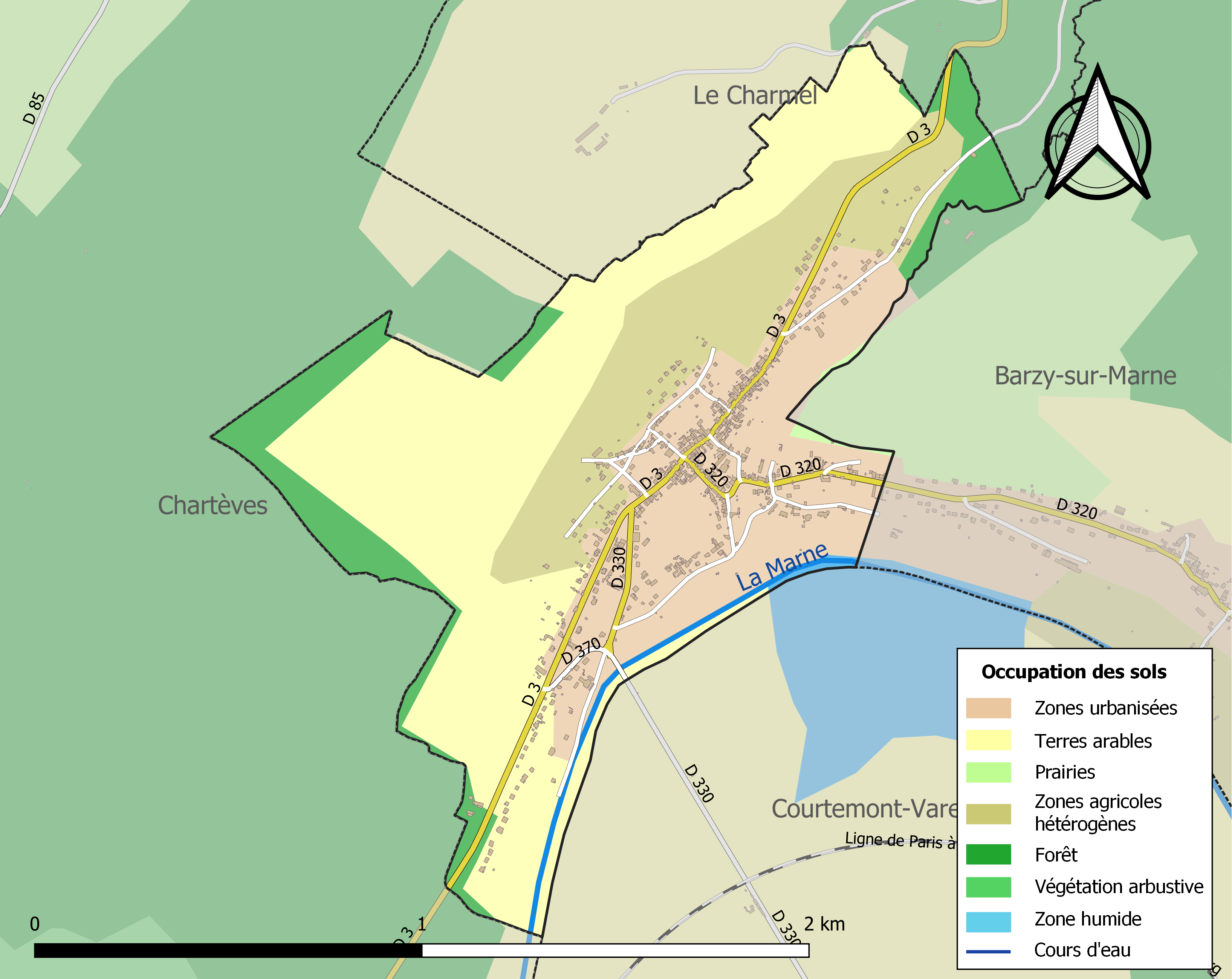
Carte de l'occupation des sols de la commune en 2018 (CLC).

## Toponymie
Le nom « Jaulgonne » viendrait de ce qui s'avérerait le premier nom du village, Jalgonium. De consonance latine, Jalgonium, pourrait venir du mot latin, Algor, signifiant « froid » ou d'un autre mot de la même langue, Goniae, qui voudrait dire « pierre précieuse ». Au fil du temps, Jalgonium se transforma, vers le XIIIe siècle, en Jaugunne, qui se changea à son tour en Jargonia, et c'est ainsi que Jalgonium, au Moyen Âge, donna Jaulgonne, aujourd'hui.

## Histoire
Jaulgonne était une seigneurie du roi au XVe siècle, du duc de Bouillon à la Révolution.
Une gare a été construite sur la ligne de Paris-Est à Strasbourg-Ville à mi-chemin des communes de Courtemont-Varennes et de Jaulgonne, sur l'autre rive de la Marne. Elle a depuis été désaffectée et son bâtiment démoli.
En 1870, le roi de Prusse et le Chancelier Bismarck empruntèrent la route du petit village, pour aller à la galerie des glaces, à Versailles, pour que le roi se fasse proclamer, sous le nom de Guillaume Ier, empereur d'Allemagne.
Durant la Première Guerre mondiale, elle est détruite à 95 %, et reconstruite ensuite essentiellement avec des pierres meulières.

## Politique et administration

### Découpage territorial
La commune de Jaulgonne est membre de la communauté d'agglomération de la Région de Château-Thierry, un établissement public de coopération intercommunale (EPCI) à fiscalité propre créé le 1er janvier 2017 dont le siège est à Étampes-sur-Marne. Ce dernier est par ailleurs membre d'autres groupements intercommunaux.
Sur le plan administratif, elle est rattachée à l'arrondissement de Château-Thierry, au département de l'Aisne et à la région Hauts-de-France. Sur le plan électoral, elle dépend du  canton d'Essômes-sur-Marne pour l'élection des conseillers départementaux, depuis le redécoupage cantonal de 2014 entré en vigueur en 2015, et de la cinquième circonscription de l'Aisne  pour les élections législatives, depuis le dernier découpage électoral de 2010.

### Administration municipale

#### Liste des maires
| Période                                  | Période                   | Identité           | Étiquette | Qualité                                                               |
| ---------------------------------------- | ------------------------- | ------------------ | --------- | --------------------------------------------------------------------- |
| 1951                                     | 1964                      | Georges Hardy      |           |                                                                       |
|                                          |                           |                    |           |                                                                       |
| mars 2001                                | mars 2008                 | Daniel Berger      |           |                                                                       |
| mars 2008                                | 2014                      | Micheline Marchand |           |                                                                       |
| mai 2014                                 | En cours (au 6 juin 2020) | Anne Maricot       | DVG       | Employée, conseillère départementale Réélue pour le mandat 2020-2026, |
| Les données manquantes sont à compléter. |                           |                    |           |                                                                       |

## Population et société

### Démographie

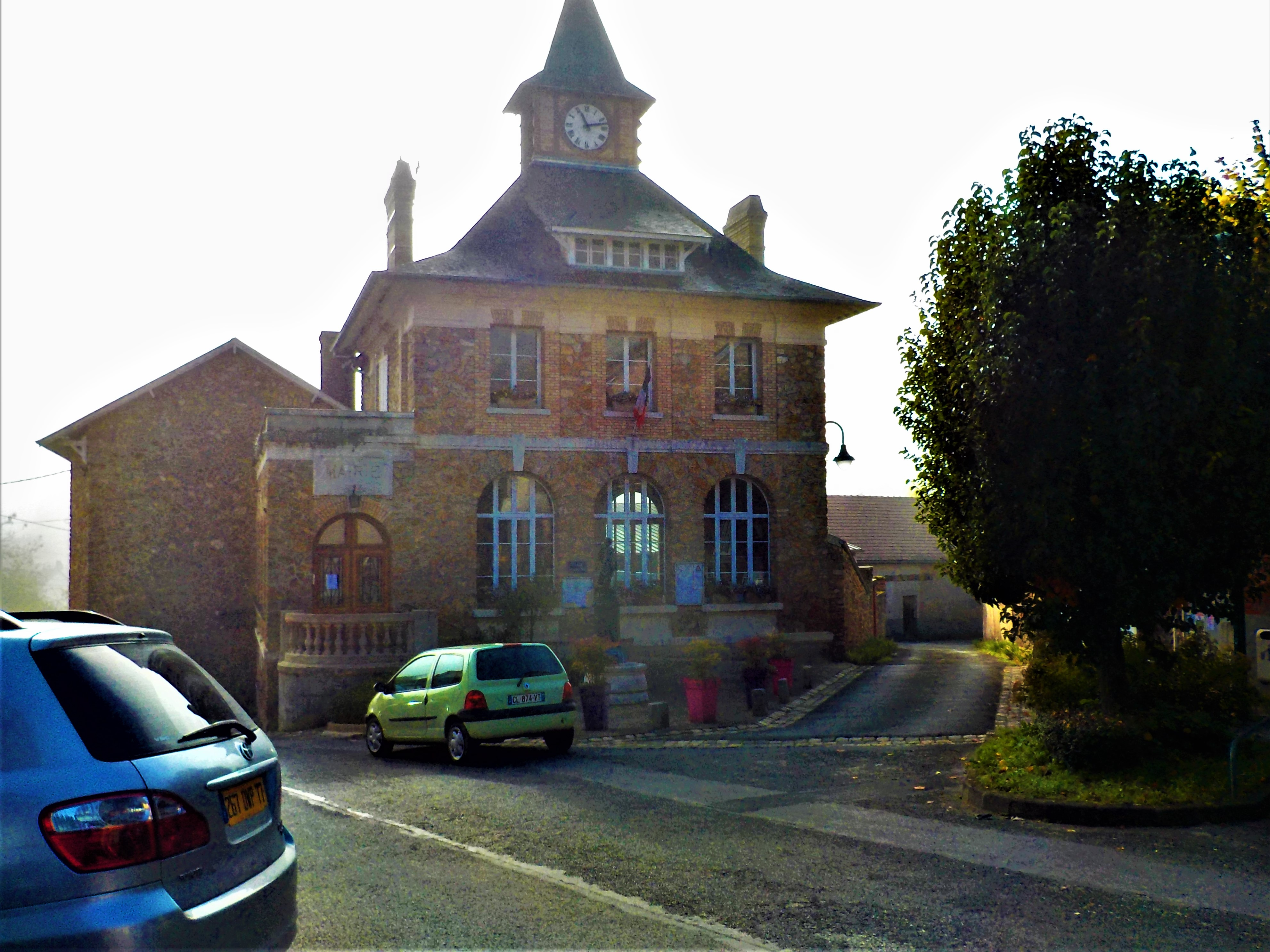
La mairie de Jaulgonne.

L'évolution du nombre d'habitants est connue à travers les recensements de la population effectués dans la commune depuis 1793. Pour les communes de moins de 10 000 habitants, une enquête de recensement portant sur toute la population est réalisée tous les cinq ans, les populations de référence des années intermédiaires étant quant à elles estimées par interpolation ou extrapolation. Pour la commune, le premier recensement exhaustif entrant dans le cadre du nouveau dispositif a été réalisé en 2005.

En 2022, la commune comptait 669 habitants, en évolution de +4,86 % par rapport à 2016 (Aisne : −1,97 %, France hors Mayotte : +2,11 %).
| 1793 | 1800 | 1806 | 1821 | 1831 | 1836 | 1841 | 1846 | 1851 |
| ---- | ---- | ---- | ---- | ---- | ---- | ---- | ---- | ---- |
| 546  | 636  | 627  | 584  | 605  | 626  | 630  | 667  | 670  |

| 1856 | 1861 | 1866 | 1872 | 1876 | 1881 | 1886 | 1891 | 1896 |
| ---- | ---- | ---- | ---- | ---- | ---- | ---- | ---- | ---- |
| 616  | 635  | 646  | 588  | 576  | 533  | 566  | 535  | 527  |

| 1901 | 1906 | 1911 | 1921 | 1926 | 1931 | 1936 | 1946 | 1954 |
| ---- | ---- | ---- | ---- | ---- | ---- | ---- | ---- | ---- |
| 535  | 560  | 508  | 463  | 567  | 508  | 505  | 542  | 508  |

| 1962 | 1968 | 1975 | 1982 | 1990 | 1999 | 2005 | 2006 | 2010 |
| ---- | ---- | ---- | ---- | ---- | ---- | ---- | ---- | ---- |
| 621  | 560  | 553  | 559  | 587  | 618  | 627  | 637  | 666  |

| 2015 | 2020 | 2022 | - | - | - | - | - | - |
| ---- | ---- | ---- | - | - | - | - | - | - |
| 634  | 666  | 669  | - | - | - | - | - | - |

### Enseignement
À Jaulgonne, il n'y a qu'une école élémentaire comportant 27 élèves. Néanmoins, une école maternelle existe à 1,7 km de là, à Courtemont-Varennes,.

### Santé
Un pôle de santé, existe depuis juillet 2014. Il comprend 4 médecins, 2 infirmières avec 2 cabinets, ainsi qu'un kinésithérapeute.

### Sport
- Marche nordique tous les dimanches matin[32].
- La pétanque Jaulgonnaise.
- l'AGV Castel (gymnastique volontaire).
- Terrain de football, de pétanque et de basket-ball, parcours de santé.
- Square Georges-Hardy pour les petits.

## Économie
À Jaulgonne, on peut trouver divers commerces : coiffeur, supérette, fleuriste, pharmacie, bureau-tabac, café, boulangerie  et boucherie charcuterie.

## Culture locale et patrimoine

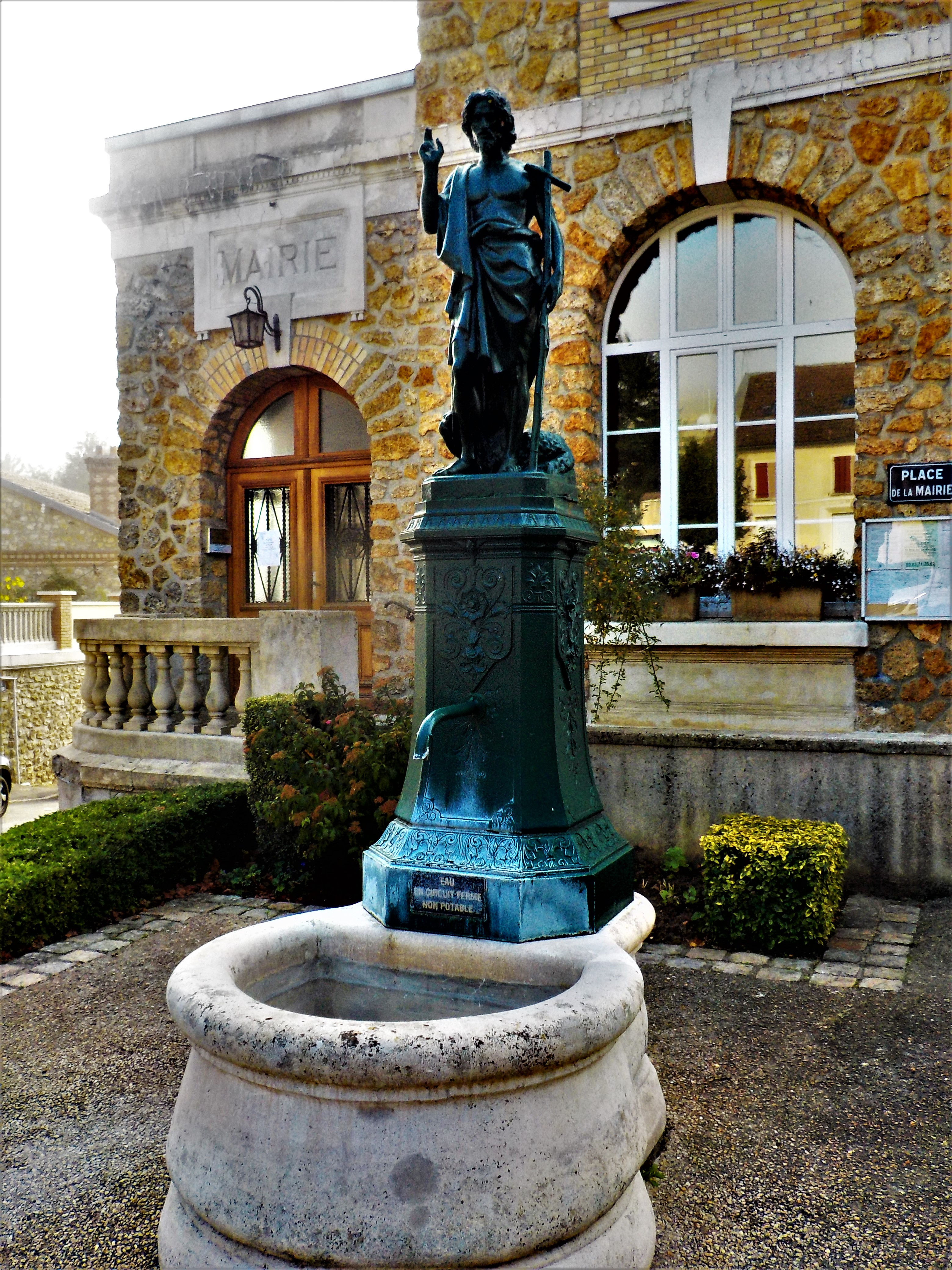
La fontaine Saint-Jean-Baptiste.

### Lieux et monuments
- L'église Saint-Jean-Baptiste, de construction récente après les destructions de la Première Guerre mondiale.
- Le château enchanté de Jaulgonne.
- La fontaine Saint-Jean-Baptiste.

### Personnalités liées à la commune
- Georges Hardy (1884-1972) : professeur d'histoire, recteur d'académie, directeur de l'École coloniale et ancien maire de la commune, mort à Jaulgonne.
- Zizi Jeanmaire (1924-2020) : danseuse de ballet, chanteuse, meneuse de revue et actrice française, ayant vécu de nombreuses années à Jaulgonne.

### Héraldique
| Blason de Jaulgonne | Blason  | D'or à la champagne haussée d'azur, pignonnée de trois pièces, chargée d'un dauphin d'argent, au comble voûté d'azur ; le tout sommé d'un chef cousu de gueules chargé d'un pampre de tenné feuillé de deux pièces de sinoples et fruité de deux grappes de pourpre. Ornements extérieursCroix de guerre 1914-1918 DeviseParva sed formosa (Petite mais mignonne, gentille) |
| Blason de Jaulgonne | Détails | Le statut officiel du blason reste à déterminer. |